# Assegnazione a una casa di cura e di custodia
L'assegnazione a una casa di cura e di custodia è una misura di sicurezza personale e detentiva prevista dal sistema penale italiano. Essa è un ibrido di ideologia curativa e di custodia. È prevista per condannati con infermità psichica, per cronica intossicazione da alcool e per sordomutismo.
Alla casa di cura sono più precisamente assegnati:
- I condannati per delitto non colposo con infermità psichica, per cronica intossicazione da alcool e per sordità;
- I condannati alla reclusione per delitti commessi in stato di ubriachezza o sotto l'azione di stupefacenti;
- I sottoposti ad altra misura di sicurezza detentiva, se colpiti da infermità psichica che non richieda il ricovero in ospedale psichiatrico giudiziario;

Per "infermità psichica" non si devono intendere disturbi occasionali transitori, ma infermità significative di natura psichica.
La durata minima è tra i sei mesi e i tre anni.